# Sinop
Sinop là một đô thị thuộc bang Mato Grosso, Brasil. Đô thị này có diện tích 3194,339 km², dân số năm 2007 là 105762 người, mật độ 33,11 người/km².